# Beta Camelopardalis
Beta Camelopardalis (β Cam / β Camelopardalis) è una stella supergigante gialla nella costellazione della Giraffa, distante circa 870 anni luce dalla Terra. Con 4,0 di magnitudine è la stella più luminosa della sua costellazione.
Come anche le altre stelle della Giraffa, Beta Camelopardalis (sprovvista di nome proprio) si presenta alle latitudini settentrionali circumpolare, e rimane quindi visibile per tutto l'anno alle alte latitudini boreali.

## Osservazione
Si tratta di una stella situata nell'emisfero celeste boreale, avente una declinazione marcatamente settentrionale (+60° 26′), il che la rende ben visibile dal nostro pianeta nelle regioni dell'emisfero nord della Terra, ove appare circumpolare a nord della latitudine +30°N; dall'emisfero sud risulta invece parzialmente visibile solamente per una piccola fascia vicino all'equatore, a nord della latitudine +30°S. La sua magnitudine pari a 4,03 fa sì che possa essere scorta solo con un cielo sufficientemente libero dagli effetti dell'inquinamento luminoso.

## Caratteristiche fisiche
Beta Camelopardalis, 6,5 volte più massiccia e 1500 più luminosa del Sole, ha una compagna a 25.000 U.A. a sua volta doppia; il periodo orbitale della compagna è di almeno 1 milione di anni e le notizie al riguardo non sono molte, se non che la principale di questa coppia è di tipo spettrale A5. Un piccolo mistero è causato dal fatto che la stella sembra non essere variabile, mentre i modelli evolutivi per stelle con questa massa proporrebbero che, mentre la stella sta passando alla fase di gigante rossa, variassero la propria luminosità come le variabili cefeidi.